# Micrapatetis albiviata
Micrapatetis albiviata là một loài bướm đêm trong họ Noctuidae.